# مسجد ناغويا
مسجد ناغويا (باليابانية: 名古屋モスク ) يقع المسجد في مدينة ناغويا في محافظة آيتشي في اليابان مسجد ناغويا يديره شركة دينية متخصصة .

## البناء
يتكون مسجد ناغويا من مبنى مؤلف من أربعة طوابق، استخدام كل طابق على النحو التالي:
- الطابق الأول: الوضوء والمكاتب .
- الطابق الثاني: مكان العبادة للنساء .
- الطابق الثالث: مكان العبادة للرجال .
- الطابق الرابع: مكان العبادة للرجال .

## وسائل النقل
يقع مسجد ناغويا بالقرب من مقر خط مترو الانفاق هيغاشياما، محطة البلدية ناغويا .

## وصلات خارجية
- الموقع الرسمي لمسجد ناغويا